# XXe gouvernement de la République (Espagne)
Seconde République espagnole
Intérim Barrio II
Le XXe gouvernement de la République (XXe Gobierno de la Republica) est le gouvernement de la République espagnole en fonction le 13 mai 1936 au 19 juillet 1936. Apparemment incapable de gérer la crise de juillet, il démissionna.

## Composition
| Portefeuille                                           | Titulaires | Titulaires                    | Parti |
| ------------------------------------------------------ | ---------- | ----------------------------- | ----- |
| Président du Conseil Ministre de la Guerre             |            | Santiago Casares Quiroga      | IR    |
| Ministre de l'Économie et des Finances                 |            | Enrique Ramos Ramos           | IR    |
| Ministre d'État                                        |            | Augusto Barcia Trelles        | IR    |
| Ministre de la Justice                                 |            | Manuel Blasco Garzón          | UR    |
| Ministre du Gouvernement                               |            | Juan Moles                    | sans  |
| Ministre de la Marine                                  |            | José Giral                    | IR    |
| Ministre de l'Industrie et du Commerce                 |            | Plácido Álvarez-Buylla Lozana | sans  |
| Ministre de l'Instruction Publique et des Beaux-arts   |            | Francisco Barnés Salinas      | IR    |
| Ministre des Travaux publics                           |            | Antonio Velao                 | IR    |
| Ministre du Travail,de la Santé et du Bien-être social |            | Juan Lluhí                    | ERC   |
| Ministre de l'Agriculture                              |            | Mariano Ruiz-Funes            | IR    |
| Ministre des Communications et de la Marine Marchande  |            | Bernardo Giner de los Ríos    | UR    |